# 1198
Évszázadok: 11. század – 12. század – 13. század
Évtizedek: 1140-es évek – 1150-es évek – 1160-as évek – 1170-es évek – 1180-as évek – 1190-es évek – 1200-as évek – 1210-es évek – 1220-as évek – 1230-as évek – 1240-es évek
Évek: 1193 – 1194 – 1195 – 1196 –  1197 – 1198 – 1199 – 1200 – 1201 – 1202 – 1203

## Események
- január 8. – III. Ince pápa trónra lépése (1216-ig uralkodik).[1]
- március 8. – Fülöp sváb grófot német királlyá választják (1208-ig uralkodik).
- május 17. – I. Frigyest (I. Henrik fiát) Nápoly és Szicília királyává koronázzák, 1212-ben II. Frigyes néven német király, 1220-tól német-római császár, 1250-ig uralkodik).
- június 9. – IV. Ottó német királlyá választása (újraválasztják 1208-ban, 1209-től császár, 1218-ig uralkodik).
- András herceg birtokba veszi bátyja egykori tartományait, Szlavóniát, Horvátországot, Dalmáciát és Rámát. Ezután Zárából indulva legyőzi a kulmi szerbeket. Független fejedelemként kezd uralkodni.
- I. Ottokár cseh király egyesíti Cseh- és Morvaországot és felveszi a királyi címet.
- Imre király átadja az esztergomi királyi palotát az esztergomi érseknek. (Esztergom a magyar egyház fejének a székhelye lesz.)[2]

## Születések
- augusztus 24. – II. Sándor skót király († 1249)

## Halálozások
- január 8. – III. Celesztin pápa[3]
- április 16. – I. Frigyes osztrák herceg
- december 11. – Averroes arab orvos, filozófus, író[4]